# Poliser (TV-serie)
Poliser är en svensk dramaserie i 8 delar som visades i Sveriges Television mellan 19 september-7 november 2006. Serien kretsar kring ett polisdistrikt i Västsverige där vi får följa en grupp poliser i deras vardag. I huvudrollen ses Johan Hedenberg som den tongivande polisen Rolf. Rolf är skicklig och duktig men bryter gärna mot reglerna, både för att få fast kriminella och för egen privat fördel.
Den nya chefen Marianne försöker minska Rolfs makt. På sin sida har hon den nyexaminerade och idealistiske Nemat.
De privata problemen påverkar också poliserna. Rolf har en mobbad dotter, Anders dotter är narkoman och Marianne har problem med alkohol.

## Rollista i urval
- Johan Hedenberg – Rolf
- Marie Delleskog – Marianne
- Victoria Brattström – Sara
- Mats Blomgren – Anders
- Amir K. Naji – Nemat
- Caroline Andréason – Maud
- Carina M. Johansson – Rolfs Fru Anna
- Rose Halten - Rolfs Dotter Clara
- Sara Malmström – Annas Dotter Klara
- Erik Lockington – Daniel
- Dag Malmberg – John
- Sasha Becker – Therese
- Hanna Wilck – ung Therese   Pappa:  Sonny  Johnson
- Alexander Karim – Roger Zettman